# ARINC 661
ARINC 661 est une norme qui spécifie l'interface entre le sous-système de visualisation d'un cockpit (cockpit display system) et les autres équipements d'un système avion.
Elle définit notamment deux interfaces externes entre le CDS et les systèmes de l'avion :
- L'interface entre les équipements avioniques (systèmes utilisateurs) et le système d'affichage graphique (Client-serveur),
- Le comportement système des éléments graphiques affichables.

## Historique
La première version de la norme a été adoptée en 2001. Elle a été utilisée pour la première fois pour le développement de l'interface homme machine (IHM) de l'Airbus A380. Le premier supplément a été adopté en 2003, le second en 2005, et le troisième en 2007 et le quatrième en 2010. Quand ce papier est écrit (2025), la version courante de l'Arinc 661 part 1 est le supplément 8, issue le 18 septembre 2020, complétée par l'Arinc 661 part 2, supplément 2, issue le 7 août 2020.
Cette norme est utilisée en particulier pour le développement des Airbus A380, A400M et A350, et aussi pour le Boeing 787, le Boeing 777x et le Boeing 737 MAX.

## Spécification
Cette norme définit :
- L'interface graphique du cockpit (définition des écrans), dans un fichier binaire nommé DF (pour definition file ou fichier de définition). Ce fichier instancié à l'initialisation définit la structure de l'arbre des widgets qui composent les écrans.
- le protocole de communication entre le système et le cockpit. Ce protocole permet au système d'envoyer des modifications de widgets au CDS, et au CDS de renvoyer les évènements utilisateur au système.

La norme ARINC 661 n'impose pas l'utilisation d'un bus de données particulier pour les communications. Il pourra s'agir par exemple d'une communication Ethernet, Avionic Full Duplex (Arinc 664 Part 7)  ou ARINC 429, mais ce n'est pas obligatoire.

### Structure de l'interface utilisateur graphique
Ci-dessous les éléments structurants de l'Arinc 661.
- Le système d'affichage du cockpit (CDS) est le serveur graphique responsable de l'affichage et de la gestion de l'interface utilisateur graphique.

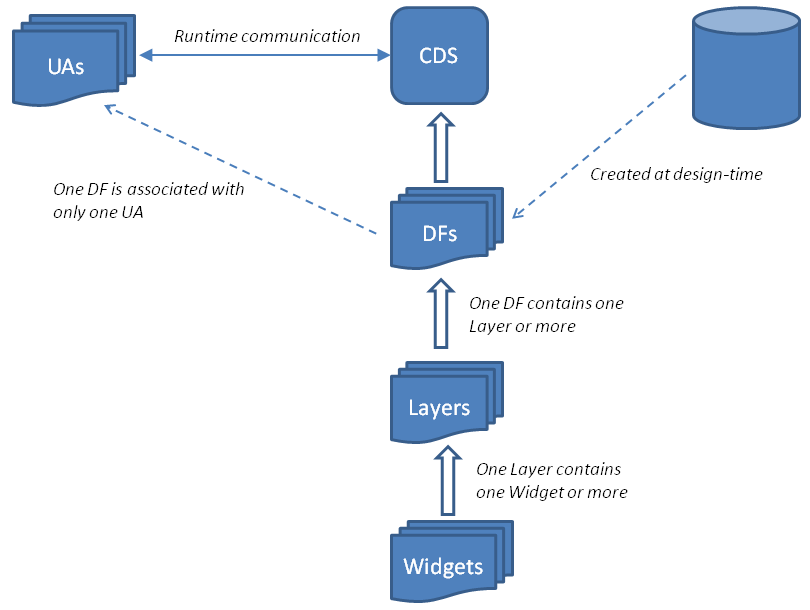
Structure des éléments de l'Arinc 661

- Une application utilisateur (UA) est une application système qui communique avec le CDS. Le CDS gère un ou plusieurs fichiers de définition pour chaque application utilisateur. À l'exécution, des messages sont échangés entre les UA et le CDS.
- Un fichier de définition (DF) spécifie la définition de l'interface utilisateur graphique associée à une application utilisateur (une application utilisateur peut être associée à plusieurs fichiers de définitions DF). Un fichier de définition contient la définition d'une ou plusieurs couches.
- Une couche (également appelée définition de couche d'application utilisateur ou UALD) est un conteneur d'interface utilisateur graphique pour les widgets.
- Un widget est l'élément de base de l'interface utilisateur graphique.

### Définition de l'interface utilisateur
Chaque fichier binaire de définition (DF) spécifie la définition de l'interface utilisateur d'une application utilisateur (UA). Plusieurs arborescences d'interface utilisateur d'application utilisateur (UA) peuvent être combinées pour constituer la définition d'affichage du système d'affichage du cockpit (CDS).
Un fichier binaire de définition (DF) est composé de deux parties : une définition de symbole optionnel et une définition de widgets. La bibliothèque de widgets est similaire aux widgets utilisés en informatique. On y trouve des conteneurs, des listes, des volets de défilement, des boutons, des menus, des étiquettes, des zones d'édition, etc.
Bien que le fichier de définition (DF) soit binaire, la norme a de plus, spécifié sa définition XML associée, plus facile à manipuler dans les outils.